# Anne Collier
Anne Collier, née à Los Angeles en 1970, est une artiste visuelle, qui travaille avec des images photographiques, sur différents supports imprimés, qu'elle se ré-approprie. Depuis 2010, ses travaux scrutent, analysent un corpus constitué d'objets du quotidien de consommation courante, des media de masse des années 1960 à 1980, et restituent au travers de diverses manipulations photographiques la vision singulière qui est la sienne, féministe, teintée d'un aspect mémoriel.

## Formation et carrière
Anne Collier étudie au California Institute of the Arts et obtient son Bachelor of Fine Arts (BFA) en 1993.
En 2001, elle obtient sa Maitrise en Arts Plastiques (MFA) à l'Université de Californie à Los Angeles (UCLA). 
Elle vit et travaille actuellement à New York. 
Elle est actuellement représentée par l'Anton Kern Gallery à New York, la Marc Foxx Gallery à Los Angeles, la Corvi-Mora Gallery à Londres et la Giti Nourbaksch Gallery à Berlin.

## Œuvre et thématiques abordées
Tout en faisant clairement référence aux travaux présents dans The Pictures génération, le travail d'Anne Collier s'en affranchit totalement. Les thèmes récurrents dans le travail de Collier incluent la culture pop et la psychologie, le consumérisme, le féminisme, la politique de genre, les clichés, les conventions de la photographie commerciale, l'autobiographie et l'acte de regarder, de voir et de photographier, la mémoire, la mélancolie, la perte.
La représentation stéréotypée de la femme dans la culture photographique et dans l'histoire de l'art constitue une base de travail centrale pour l’œuvre de Anne Collier. Son analyse féministe provoque une mise en évidence d'un certain regard masculin ou male gaze et un renversement des positions dans plusieurs de ses séries telles que Woman with cameras ou Woman Cryingou Records Covers.

### Woman with cameras
Dans cette série, Anne Collier recueille des photographies amateur de femmes tenant un appareil photo, et les photographie à son tour. En se saisissant et s'appropriant l'image de femmes en train de photographier, elle interroge non seulement le renversement du regard, l'appropriation de la photographie par les femmes mais également, en filigrane, la perte de ces images que l'on ne verra pas.

### Woman Crying
Autour de l'œil, du regard, des larmes, ces images de femmes en train de pleurer sont extraites de bandes dessinées et de couvertures d'albums vintage. En les re-photographiant, Anne Collier interroge les stéréotypes liés à l'image de la femme.
Cette série a conduit à la publication de  deux ouvrages Women with Cameras (Anonymous) en 2017 et Women with Cameras (Self-portrait) en 2018.

## Principales expositions
- 2010 : Rencontres photographiques d'Arles[15].
- 2012 : New Photography, MoMa, New York[16].
- 2014-2016 : Anne Collier, Rétrospective : Center for Curatorial Studies - CCS Bard Galleries au Bard College[17], Museum of Contemporary Art, Chicago[18],The Art Gallery of Ontario, Toronto[19].
- 2017 : Frac Normandie Rouen[20],[21].
- 2018 : Sprengel Museum, Hanovre, Allemagne

## Collections
Les travaux d'Anne Collier sont présents dans de nombreuses collections publiques et privées.
- Galerie d'art de l'Ontario, Toronto, Ontario, Canada
- L'Institut d'art de Chicago, Chicago, IL
- Centre national des arts plastiques, et FRAC en région, France[23].
- Cornell Fine Arts Museum, Rollings College, Winter Park, Floride
- FRAC Nord-Pas de Calais, Dunkerque, France
- Le Hammer Museum, Los Angeles, Californie
- Hessel Museum of Art, Annandale-on-Hudson, NY
- Institut d'art contemporain, Boston, MA
- Musée d'art du comté de Los Angeles, Los Angeles, Californie
- Musée d'art de Miami, Miami, Floride
- Moderna Museet, Stockholm, Suède
- Musée d'art contemporain, Chicago, Illinois
- Musée d'art contemporain, Los Angeles, Californie
- Musée d'art contemporain de San Diego, La Jolla, Californie
- Musée d'art moderne, New York, NY
- Musée d'Art Moderne de Varsovie, Pologne
- Musée d'art moderne de San Francisco, San Francisco, Californie
- Musée Solomon R. Guggenheim, New York, NY[24]
- Institut Shpilman pour la photographie, Tel Aviv, Israël
- Tate Modern, Londres, Royaume-Uni
- Walker Art Center, Minneapolis, MN
- Whitney Museum of American Art, New York, NY[25]

## Citation
- « Les photographies d'Anne Collier de livres vintage, de couvertures d'albums, d'affiches et d'autres éphémères, prises dans un studio blanc antiseptique, semblent d'abord soigneusement détachées. Mais après un certain temps, elles se révèlent comme des réponses sensibles et impliquées à la culture visuelle d'une génération précédente »[26]

## Publications
- Anne Collier-Photographic, Sprengel Museum Hannover and Fotomuseum, Winterthur, ed. Hartmann Books, 2018
- Women With Cameras (Self-Portrait), ed. Karma Books, 2018, avec la contribution de Lynne Tillman
- Women With Cameras (Anonymous), ed. Karma Books, 2017, avec la contribution de Hilton Als.